# Czterech mężów
Czterech mężów – dukat lokalny wyemitowany w grudniu 2008 przez Urząd Miasta w Lidzbarku Warmińskim w ramach akcji promocyjnej miasta w związku jubileuszem 700-lecia nadania praw miejskich.
Monetę wyemitowano w dwóch wersjach:
- 4 mężów (mosiądz) – 20 000 sztuk, średnica 27 mm, wartość 4 zł, wymienialne;
- 40 mężów (srebro) – 500 sztuk, średnica 32 mm, wartość 200 zł, niewymienialne.

Producentem dukatów jest Mennica Polska S.A.. Zaprojektowała je Katarzyna Józefowicz, zaś awers monety wykonany został na podstawie medalu Lidzbark Warmiński – miasto mężów znakomitych Józefa Gosławskiego.
Na awersie widnieją popiersia en face czterech postaci związanych z Lidzbarkiem Warmińskim – Mikołaja Kopernika, Marcina Kromera, Jana Dantyszka oraz Ignacego Krasickiego. Dookoła umieszczono napis – LIDZBARK WARMIŃSKI – MIASTO MĘŻÓW ZNAKOMITYCH 1308–2008. Na rewersie umieszczono nominał oraz wizerunek zamku biskupów warmińskich i napisy – LIDZBARK WARMIŃSKI oraz 700 LAT.
Moneta pojawiła się w obrocie 16 grudnia 2008, a jej ważność wyznaczono do 28 lutego 2009. Wraz z nimi wydane zostały ulotki informacyjne i plakaty z obwieszczeniem o akcji promocyjnej. Listę miejsc honorujących dukaty umieszczono w Punkcie Informacji Turystycznej oraz na stronie internetowej miasta, wymienione miejsca oznaczono również naklejkami Tu honorujemy 4 mężów. W punktach tych można było:
- nabyć dukaty o nominale 4 mężów;
- nabyć za dukaty towary lub usługi;
- dokonać wymiany dukatów na pieniądze o równowartości 4 zł.

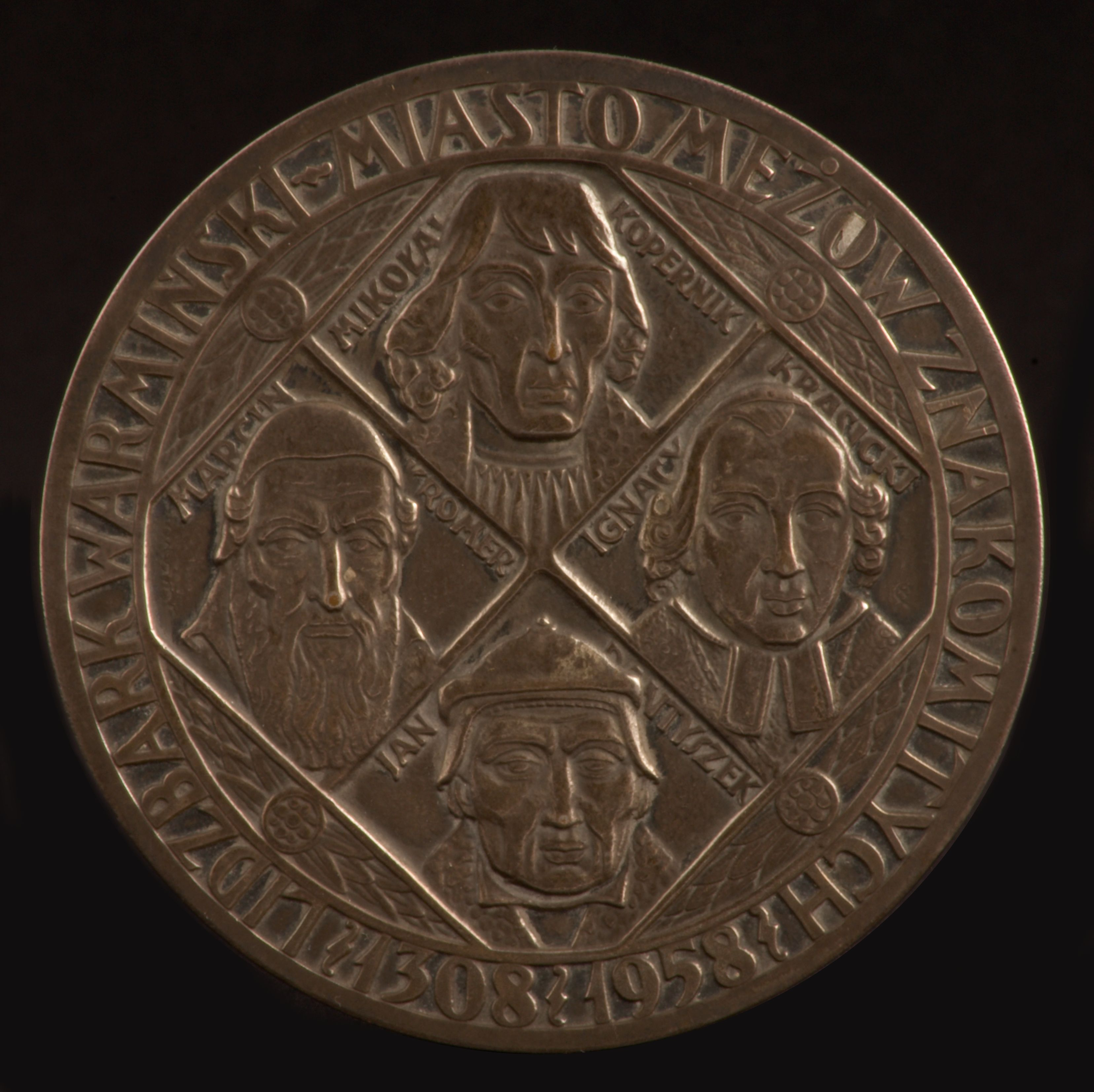
Awers medalu Lidzbark Warmiński – miasto mężów znakomitych

Awers wykonano na podstawie medalu Józefa Gosławskiego